# North Dewey (Dakota del Sur)
North Dewey es un territorio no organizado ubicado en el condado de Dewey en el estado estadounidense de Dakota del Sur. En el Censo de 2010 tenía una población de 3228 habitantes y una densidad poblacional de 1,37 personas por km².

## Geografía
North Dewey se encuentra ubicado en las coordenadas 45°17′29″N 101°8′56″O / 45.29139, -101.14889. Según la Oficina del Censo de los Estados Unidos, North Dewey tiene una superficie total de 2348.2 km², de la cual 2342.76 km² corresponden a tierra firme y (0.23%) 5.42 km² es agua.

## Demografía
Según el censo de 2010, había 3228 personas residiendo en North Dewey. La densidad de población era de 1,37 hab./km². De los 3228 habitantes, North Dewey estaba compuesto por el 17.87% blancos, el 0.12% eran afroamericanos, el 78.44% eran amerindios, el 0.22% eran asiáticos, el 0% eran isleños del Pacífico, el 0.22% eran de otras razas y el 3.13% pertenecían a dos o más razas. Del total de la población el 1.55% eran hispanos o latinos de cualquier raza.